# Jesús Sesma Suárez
Jesús Sesma Suárez (Ciudad de México; 3 de septiembre de 1978) es un político mexicano afiliado al Partido Verde Ecologista de México (PVEM). Ha sido dos veces diputado federal, dos veces diputado local en la Ciudad de México e integrante de la Asamblea Constituyente de la Ciudad de México.

## Primeros años
Estudió la licenciatura en derecho en la Universidad del Valle de México. En la Universidad Nacional Autónoma de México estudió la maestría en economía y también la maestría en derecho parlamentario.

## Trayectoria política
De 2005, el Comité Ejecutivo Nacional del Partido Verde Ecologista de México lo nombró Secretario de Comunicación Social a nivel nacional. De 2006 a 2009, fue diputado federal de la LXI Legislatura del Congreso de la Unión. De 2012 al 2015 fue diputado local de la VI Legislatura de la Asamblea Legislativa del Distrito Federal. Fue presidente de la comisión de preservación del medio ambiente, protección ecológica y cambio climático; integrante de la comisión de gobierno del congreso y coordinador del grupo parlamentario del Partido Verde Ecologista de México.
El 15 de septiembre de 2016 fue designado por la Cámara de diputados para ser integrante de la Asamblea Constituyente de la Ciudad de México.
Del 1 de septiembre de 2015 al 31 de agosto de 2018 fue diputado federal de la LXIII Legislatura del Congreso de la Unión por la primera circunscripción. Fue integrante de la junta de coordinación política; secretario de la comisión de fomento cooperativo y economía social, de la comisión jurisdiccional; integrante de la comisión de régimen, reglamentos y prácticas parlamentarias; y de la comisión para la Ciudad de México.
En 2019 el Comité Ejecutivo Estatal del Partido Verde Ecologista en la Ciudad de México lo nombró secretario general del partido en la entidad y lo renovó en el cargo en diciembre de 2021.
En septiembre de 2021 es diputado de la II Legislatura del Congreso de la Ciudad de México. En el congreso es coordinador de la alianza verde juntos por la ciudad, integrante de la junta de coordinación política y presidente de la comisión de bienestar animal.